# Wikibase
Wikibase je sada rozšíření pro MediaWiki vytvořených pro práci s daty v centrálním úložišti. Její základní komponenty jsou Wikibase Repository a Wikibase Client. Wikibase byla původně vyvinuta pouze pro Wikidata, která ji od svého vzniku až dosud používají.
Wikibase má uživatelské rozhraní založené na programovacím jazyce JavaScript a poskytuje export všech datových podmnožin v mnoha formátech. Mezi nejznámější projekty používající Wikibase patří Wikidata, Europeana Eagle Project a Lingua Libre.